# W Cephei
W Cephei är en röd superjätte i stjärnbilden Cepheus. Den har en magnitud 7,02-9,2 och klassificeras som en variabel stjärna av halvregelbunden typ (SRC). Ljusstyrkan varierar med en period av 350 dygn.